# Ioquake3
ioquake3(ioq3,icculus.org/quake3 )是雷神之锤3引擎的修改版本（Fork），但不支持PunkBuster。
已经用于Urban Terror，OpenArena，World of Padman，Tremulous，Star Trek: Voyager: Elite Force，OpenMoHAA。而Smokin' Guns开发组正在向此引擎迈进。

## 改进
- 支持IPV6和VoIP
- Ogg Vorbis支持
- OpenAL音频渲染，支持5.1/7.1声道，改进音效
- 通过cURL实现HTTPFTP下载数据包
- SDL 的后台支持
- x86 64支持
- 控制台历史，控制台自定义色彩（POSIX类）
- PNG材质
- GUID系统

## 链接
- 官方（页面存档备份，存于）
- 项目源代码 Subversion